# العيد الوطني (الكويت)
العيد الوطني الكويتي هي عطلة رسمية احتفالاً بذكرى استقلال الكويت عن المملكة المتحدة، ويحتفل به في 25 فبراير من كل عام، ومنذ عام 1992 تتزامن معه في 26 فبراير من كل عام احتفالات عيد التحرير. وكانت الكويت قد حازت على استقلالها في 19 يونيو 1961 في عهد الشيخ عبد الله السالم الصباح، وقد شهدت الذكرى السنوية لذلك التاريخ أول احتفال كويتي بعيد الاستقلال، حيث أُقيم في 19 يونيو 1962، وظل الكويتيون يقيمون عيد الاستقلال الكويتي في 19 يونيو من كل عام ما بين عامي 1962-1964، حتى صدر في 18 مايو 1964 مرسوم أميري جرى بموجبه دمج عيد الاستقلال بعيد جلوس الأمير عبد الله السالم الصباح الموافق يوم 25 فبراير من كل عام بداية من عام 1965، نظرًا لحرارة الصيف الشديدة في الكويت التي تحول دون إقامة احتفالات تتناسب مع المناسبة. ومنذ ذلك الحين والكويت تحتفل بعيد استقلالها في هذا التاريخ الذي أصبح يسمى بـ«العيد الوطني».

## الأيام الوطنية في عهد أمراء الكويت
| الفترة                            | المناسبة (أيام العطلة الرسمية) | الأمير                 |
| --------------------------------- | ------------------------------ | ---------------------- |
| 25 فبراير 1950 إلى 25 فبراير 1965 | عيد الجلوس (3[بحاجة لمصدر])    | عبد الله السالم الصباح |
| 19 يونيو 1961 إلى 19 يونيو 1964   | عيد الاستقلال (3[بحاجة لمصدر]) | عبد الله السالم الصباح |

### العيد الوطني
| الفترة                     | عدد الأيام الوطنية | الأمير                 |
| -------------------------- | ------------------ | ---------------------- |
| 25 فبراير 1965             | 3                  | عبد الله السالم الصباح |
| من 25 فبراير 1966 إلى 1977 | 12                 | صباح السالم الصباح     |
| من 1978 إلى 2005           | 28                 | جابر الأحمد الصباح     |
| من 2006 إلى 2020           | 14                 | صباح الأحمد الصباح     |
| من 2021 حتى 2023           | 2                  | نواف الأحمد الصباح     |